# 해포석 담뱃대

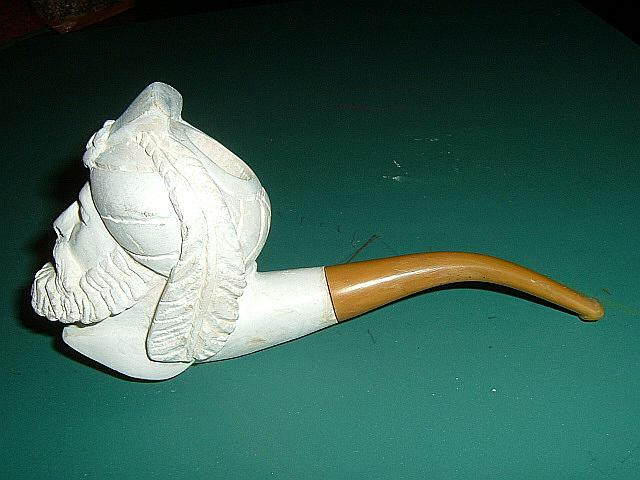

해포석 담뱃대(독일어: Meerschäume)는 무른 광물인 해포석으로 만든 담뱃대이다.